# Torre inclinada de Teluk Intan

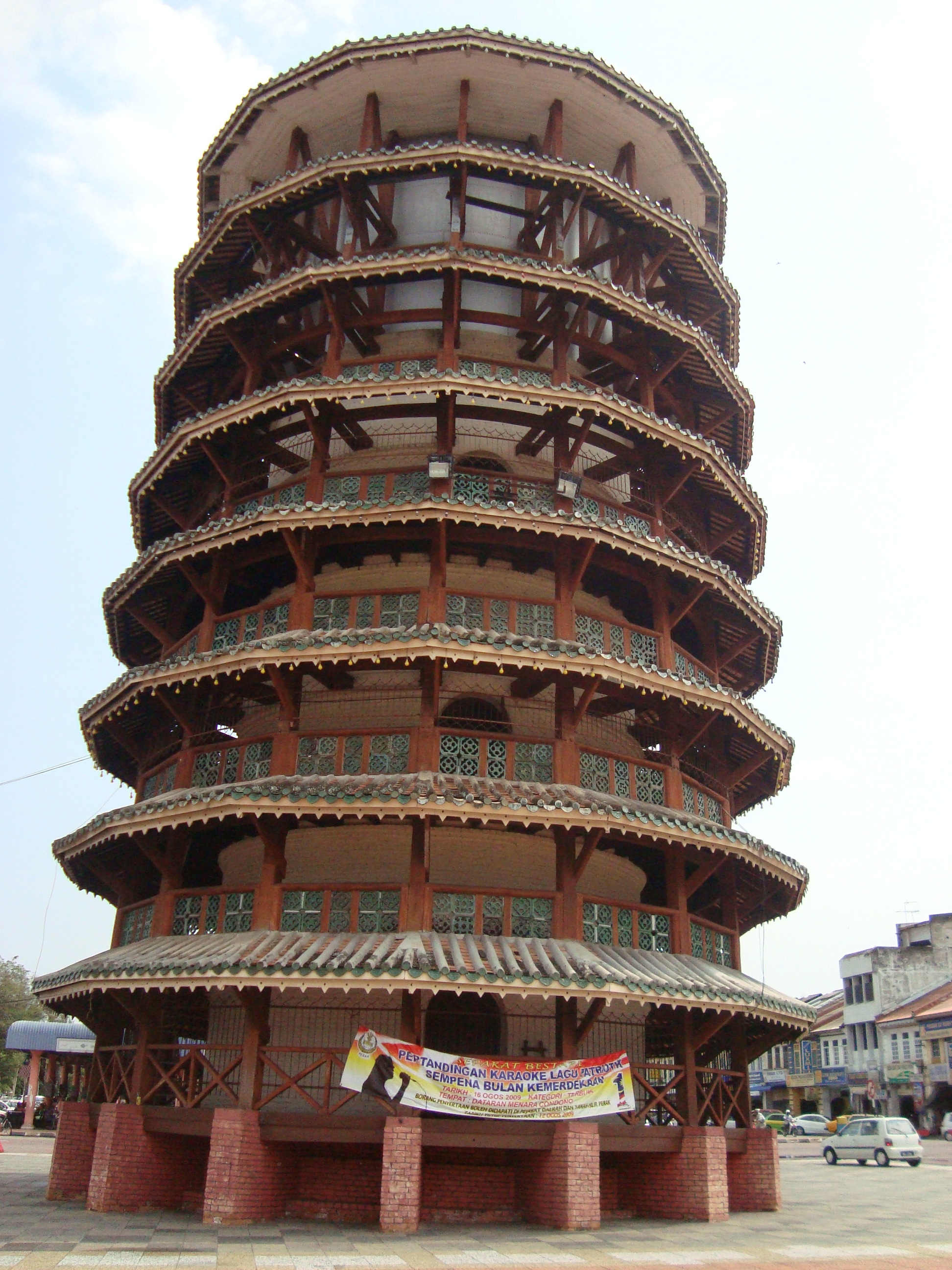
Torre inclinada de Teluk Intan

La torre inclinada de Teluk Intan (en malasio: Menara Jam Condong Teluk Intan) es un monumento de Malasia equivalente a la mundialmente famosa Torre de Pisa en Italia. De hecho, ambas torres se inclinan hacia la izquierda. La torre de Teluk Intan se encuentra en el centro de Teluk Intan, en Perak. Tiene 25,5 metros de altura, semejante a un edificio de 8 plantas.
La torre se sitúa en medio de una plaza rodeada por las calles Jalan Pasar, Jalan Selat, Jalan Bandar y Jalan Ah Cheong.

## Utilidad
La finalidad de la construcción de la torre, también conocida como Torre del Reloj, era poder almacenar agua para la población local en las épocas de sequía, o para casos de incendio. El reloj de la torre se utilizaba para consultar la hora.

## Historia
La torre se construyó bajo la dirección del arquitecto Leong Choon Chong a finales del siglo XIX. No obstante, su autoría fue demandada por un británico, Neol Danison, y después por los japoneses durante la ocupación de Malasia en 1941. Durante este periodo, la torre se convirtió en torre de vigilancia de los japoneses.
Después de la independencia del país en 1957, la torre se convirtió en monumento nacional oficial.

## Diseño
La estructura es de estilo similar a una pagoda muy influida por la arquitectura china, a la que pertenecía la mayoría de la población de la ciudad en aquel tiempo. Cada piso tiene 5 metros de alto y hay un total de 110 escalones desde la planta baja hasta lo más alto de la torre.
El depósito del agua, que tiene 5 metros de alzada y 18,36 metros cúbicos de profundidad, se encuentra en el tercer piso. La base de la torre tiene 13 metros de diámetro, estrechándose hasta un diámetro de 8,2 metros.

## Inclinación
El motivo por el que la torre se inclina hacia la izquierda es principalmente por el suelo sobre el que se construyó, además del peso del agua en su depósito, que hizo ceder la base bajo ella.